# 丁蕙
丁蕙（？—？），江西豐城縣人，清初官員。同進士出身。
康熙六年（1667年）丁未科三甲進士。選翰林院庶吉士，散館改戶部主事。康熙二十一年（1682年）接替楊鍾岳擔任福建提學道。官至山東登萊道。